# Łąka Prudnicka
Łąka Prudnicka (niem. Gräflich Wiese, cz. Lúka) – wieś w Polsce położona w województwie opolskim, w powiecie prudnickim, w gminie Prudnik. Historycznie leży na Górnym Śląsku, na ziemi prudnickiej. Położona jest na pograniczu Gór Opawskich i Obniżenia Prudnickiego, będącego częścią Niziny Śląskiej. Przepływa przez nią rzeka Złoty Potok i potok Zamecki Potok.
W latach 1975–1998 wieś administracyjnie należała do ówczesnego woj. opolskiego.
Według danych na 2011 wieś była zamieszkana przez 1269 osób.

## Geografia

### Położenie
Wieś jest położona w południowo-zachodniej Polsce, w województwie opolskim, około 4,5 km od granicy z Czechami, w zachodniej części Obniżenia Prudnickiego, u północnego podnóża Gór Opawskich, w otulinie Parku Krajobrazowego Góry Opawskie. Należy do Euroregionu Pradziad. Leży na terenie Nadleśnictwa Prudnik (obręb Prudnik). Przez granice administracyjne wsi przepływa rzeka Złoty Potok i potok Zamecki Potok. Leży na wysokości 265–290 m n.p.m.

### Środowisko naturalne
W Łące Prudnickiej panuje klimat umiarkowany ciepły. Średnia temperatura roczna wynosi +7,9 °C. Duże zróżnicowanie dotyczy termicznych pór roku. Średnie roczne opady atmosferyczne w rejonie Łąki Prudnickiej wynoszą 625 mm. Dominują wiatry zachodnie.
| SIMC    | Nazwa  | Rodzaj |
| ------- | ------ | ------ |
| 0502658 | Chocim | osada  |

## Nazwa
Ze względu na tytuł szlachecki właścicieli wsi z rodu von Choltitz, do 1945 miejscowość nosiła niemiecką nazwę Gräflich Wiese (zapisywana również Wiese gräflich), którą tłumaczy się na Łąka Hrabiowska. Polskojęzyczne czasopisma wydawane na Górnym Śląsku w tamtym okresie używały naprzemiennie tłumaczeń Łąka hrabiowska i Łąki hrabiowskie. W Spisie miejscowości województwa śląsko-dąbrowskiego łącznie z obszarem ziem odzyskanych Śląska Opolskiego wydanym w Katowicach w 1946 wieś wymieniona jest pod polską nazwą Łąka. 12 listopada 1946 r. nadano miejscowości nazwę Łąka Prudnicka.
W historycznych dokumentach nazwę miejscowości wzmiankowano w różnych językach oraz formach: Weze (1481), Wiese (1536), Wizni (1573), Wiesse (1697), Wiese (1784), Wiese (1845), Łąka Hrabiowska (Wiese Gräflich) (1939).

## Historia

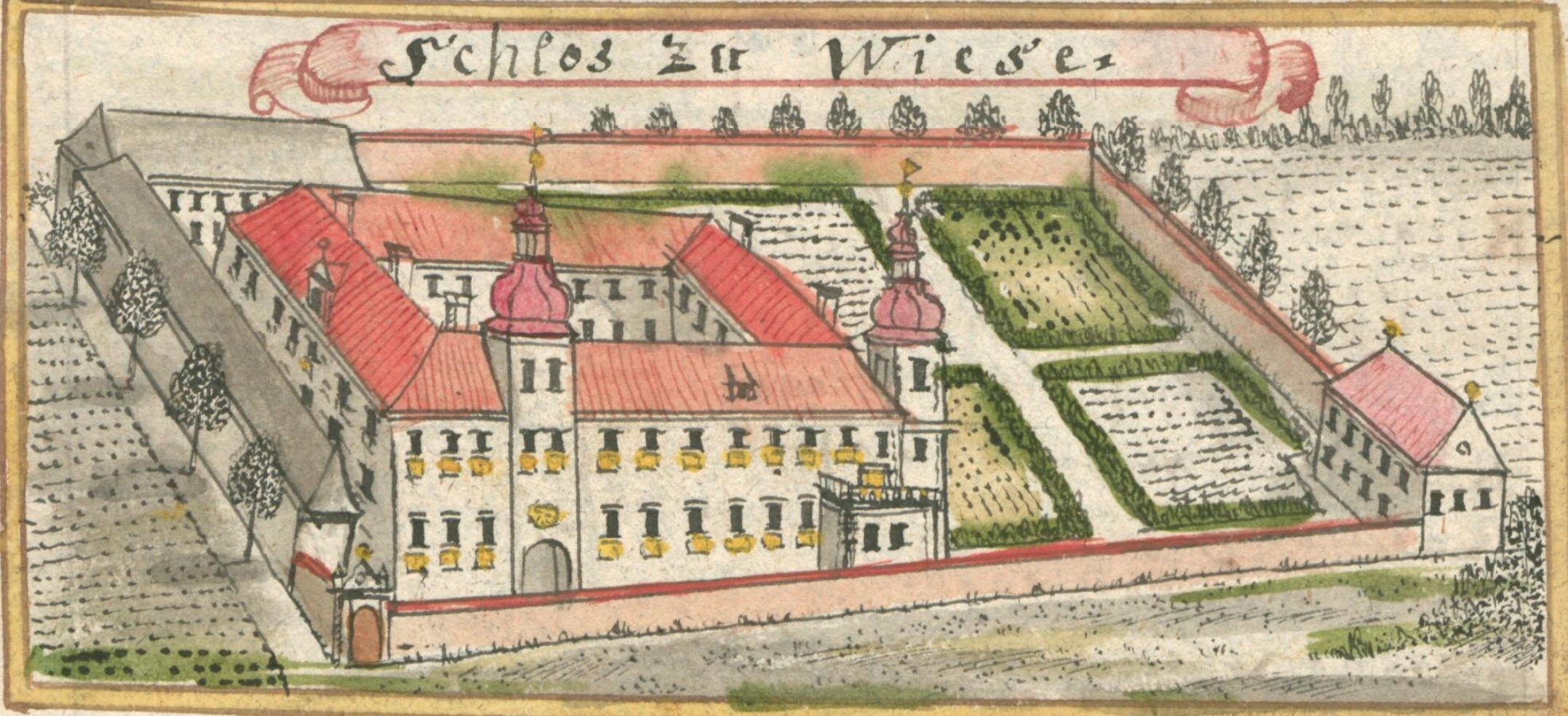
Rysunek zamku w Łące Prudnickiej z XVIII wieku autorstwa F.B. Wernera

Wieś została założona po roku 1241, kiedy miała miejsce kolonizacja okolicznych terenów po ich spustoszeniu przez najazd mongolski. Pierwsza wzmianka o miejscowości pochodzi z dokumentu z 1481. W 1337 król czeski Jan Luksemburski odkupił od Albrechta z Fulštejnu ziemię prudnicką i przekazał ją księciu niemodlińskiemu Bolesławowi Pierworodnemu. Miejscowość parokrotnie zmieniała właścicieli. W XV wieku książęta niemodlińscy wznieśli tu murowany zamek. W 1481 kasztelanię prudnicką wraz z Łąką Prudnicką zakupił rycerski ród panów z Wierzbnej.

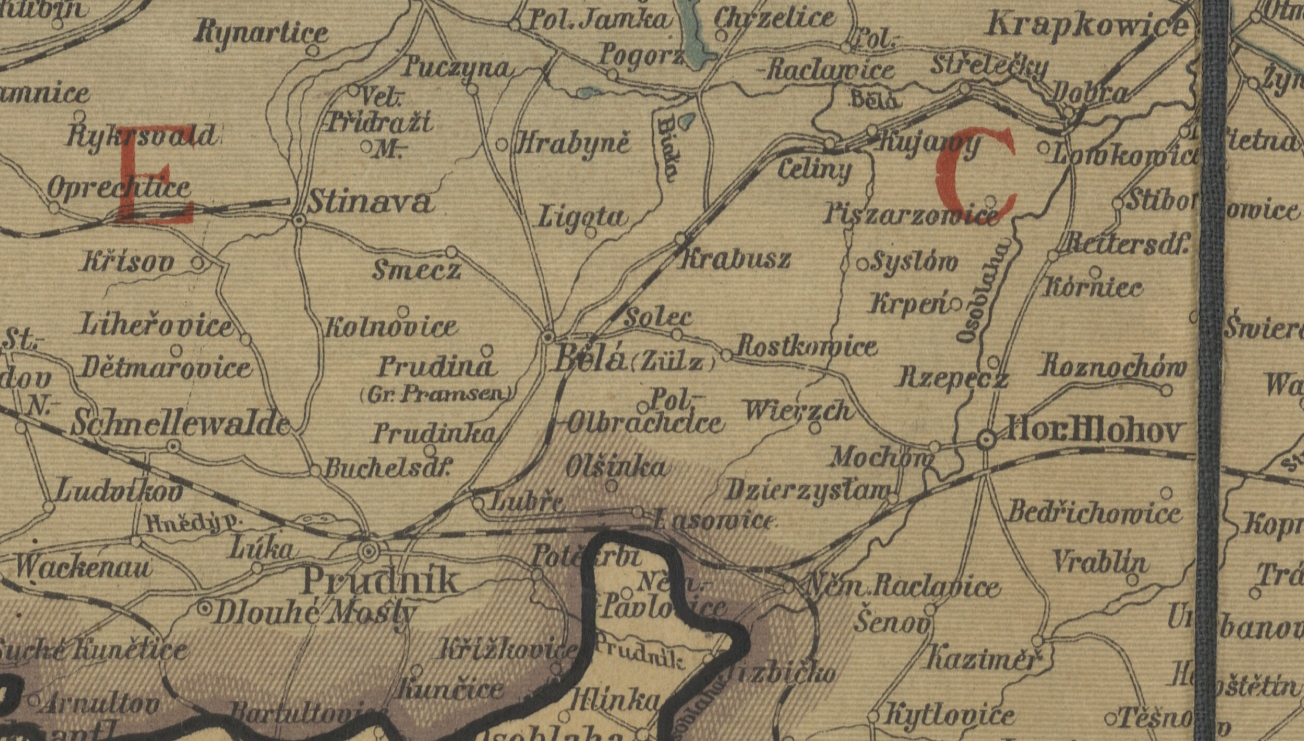
Łąka Prudnicka (Lúka) wśród miejscowości ziemi prudnickiej na czeskiej mapie z 1922

W 1592 nowymi właścicielami wsi została rodzina Mettichów, a tutejszy zamek stał się centrem ich dóbr. Mettichowie przeprowadzili kilka remontów rezydencji, a w 1712 lub 1735 ufundowali, jako jedną z pierwszych na Śląsku, stojącą przed zamkiem figurę św. Jana Nepomucena. Do 1742 wieś należała do powiatu sądowego prudnickiego w Monarchii Habsburgów. Po I wojnie śląskiej znalazła się w granicach Królestwa Prus i weszła w skład powiatu prudnickiego w prowincji Śląsk.
Anna i Maria von Mettich w 1829 sprzedały swoje zadłużone dobra generałowej Colomb. Rok później od Colomb Łąkę Prudnicką wraz z dobrami w Niemysłowicach, Chocimiu oraz Spalonym Dworem kupił Johann Karl Sedlnitzky von Choltitz herbu Odrowąż. Z powodu wystąpień chłopów w Łące Prudnickiej związanych z Wiosną Ludów w 1848 schronił się w Spalonym Dworze na kilka dni, a następnie powrócił na zamek w Łące Prudnickiej i wprowadził reformy dotyczące zniesienia pańszczyzny, oczynszowania chłopów.

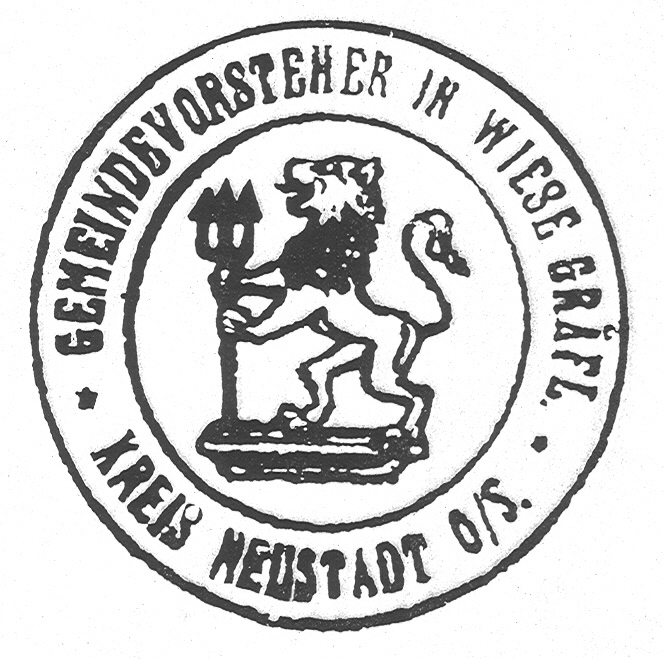
Pieczęć Łąki Prudnickiej

Wieś posiadała swoją własną pieczęć, która przedstawiała w polu wspiętego lwa skierowanego w prawo, trzymającego widły, a w otoku napis: GEMEINDE WIESE, GRÄFL. / KREIS NEUSTADT, O.-SCHL. (pol. Gmina Łąka Prudnicka / Powiat Prudnicki, Górny Śląsk). W XIX wieku we wsi powstała przydrożna kapliczka (ob. przy ul. Nad Złotym Potokiem 92).

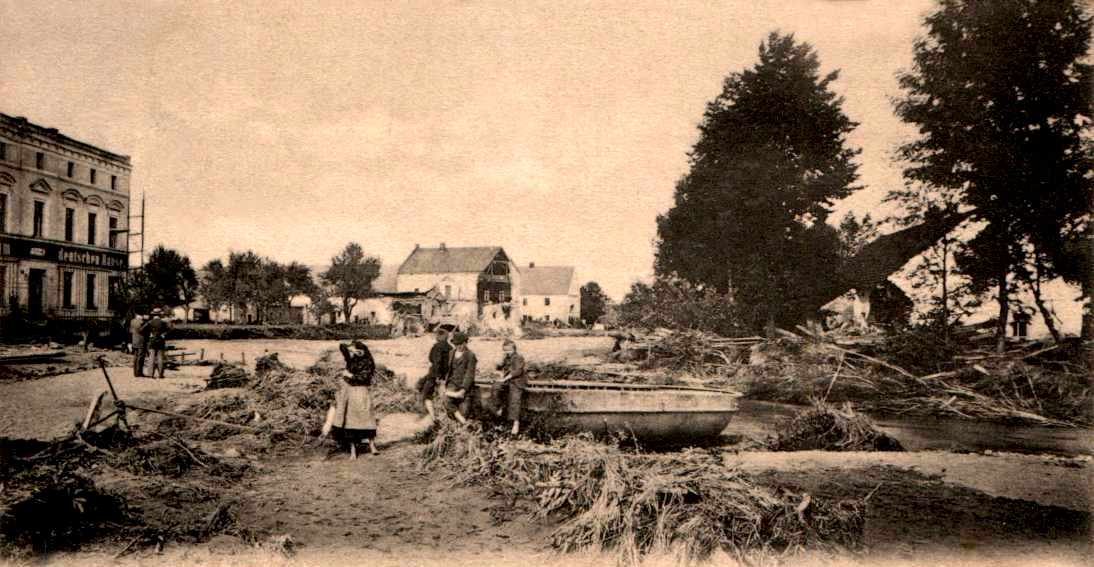
Zniszczenia dokonane przez powódź w 1903

Łąkę Prudnicką wielokrotnie nawiedzały powodzie i lokalne podtopienia. 10 lipca 1903 Łąkę Prudnicką i okoliczne miejscowości nawiedziła ogromna powódź. W dolnej części wsi powstało rozlewisko, a mieszkańcy, którzy weszli na dachy domów, byli ewakuowani przez wojsko. Zginął tu wtedy 9-letni chłopiec. Powódź zniszczyła zabudowania 19 gospodarstw i drogę do zamku w górę rzeki. Następna duża powódź miała miejsce w 1938.

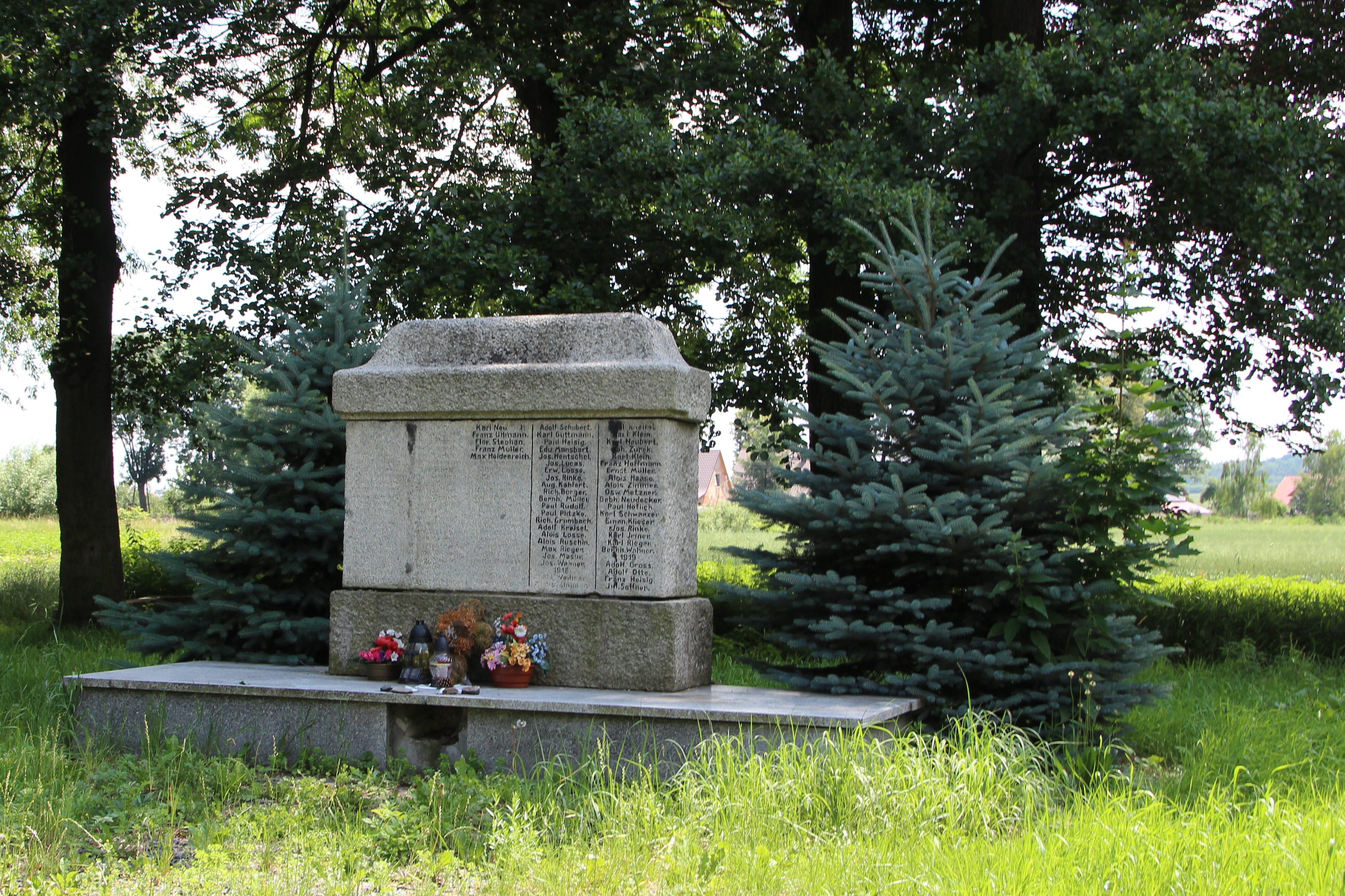
Pomnik poległych w I wojnie światowej

Według spisu ludności z 1 grudnia 1910, na 2442 mieszkańców Łąki Prudnickiej 2403 posługiwało się językiem niemieckim, 26 językiem polskim, a 11 było dwujęzycznych. W 1929 w Łące Prudnickiej powstał pomnik upamiętniający stu mieszkańców wsi, którzy zginęli podczas I wojny światowej. W 1921 w zasięgu plebiscytu na Górnym Śląsku znalazła się tylko część powiatu prudnickiego. Łąka Prudnicka znalazła się po stronie zachodniej, poza terenem plebiscytowym. W czasie III powstania śląskiego w zamku w Łące Prudnickiej mieścił się niemiecki sąd kapturowy. Polaków skazanych przez sąd rozstrzeliwano w pobliskim Lesie Niemysłowickim.

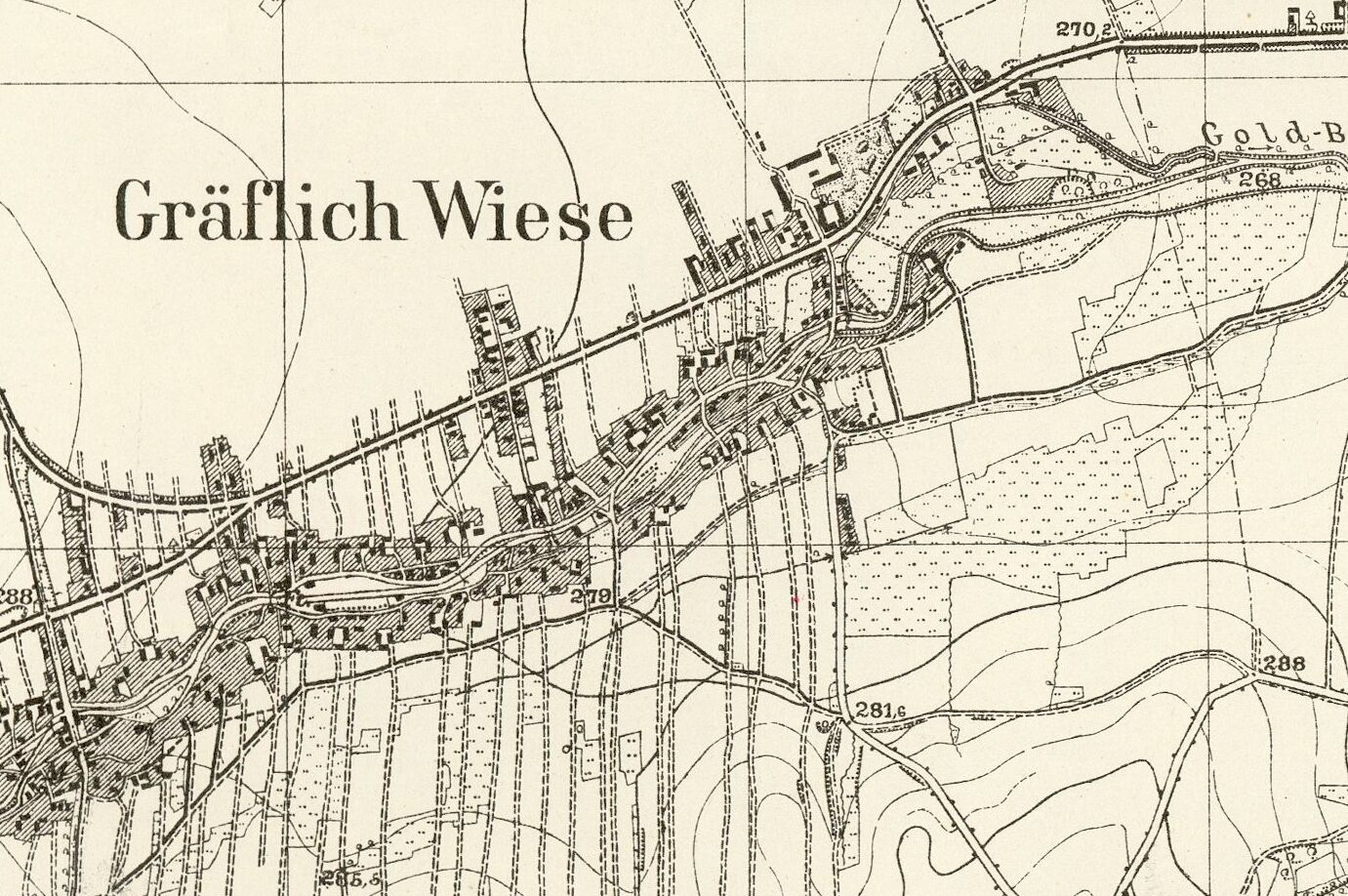
Łąka Prudnicka na mapie z 1930

7 października 1938 przez Łąkę Prudnicką przejeżdżali m.in. Adolf Hitler i feldmarszałek Hermann Göring, którzy po wizytacji Kraju Sudetów udali się do Prudnika na pociąg, którym wrócili do Berlina. Według Głównej Komisji Badania Zbrodni Niemieckich w Polsce, podczas II wojny światowej w Łące Prudnickiej zamordowano 5 obywateli Polski. W styczniu 1945 przez Łąkę Prudnicką przeszły kolumny więźniów niemieckich obozów koncentracyjnych. W toku tzw. „marszu śmierci” wiele osób zmarło lub zostało zamordowanych przez Niemców. SS-mani zarządzili postój obok wsi. Po odpoczynku jeden z więźniów nie miał siły się podnieść. Udało mu się przekonać SS-mana, by ten go nie zabijał. Wówczas postanowił zastrzelić go członek Hitlerjugend, jednak zrezygnował gdy w obronie więźnia stanęła miejscowa kobieta. Ostatecznie więźnia zabił ukraiński nacjonalista. Na polecenie sołtysa Łąki Prudnickiej, robotnicy przymusowi z Polski i Związku Radzieckiego zwozili na saniach zwłoki zabitych więźniów i grzebali je w lejach po bombach bądź w piaskowniach (27 kwietnia 1946 przeprowadzono ich ekshumację). Amerykańskie lotnictwo przeprowadzało bombardowania w okolicy Łąki Prudnickiej. Ostatni niemiecki mieszkaniec zamku, Hermann von Choltitz, opuścił Łąkę Prudnicką w marcu 1945 w obawie przed zbliżającym się frontem. 22 marca 1945 wieś została zajęta przez 77 i 153 Pułk Strzelecki 80 Dywizji Armii Czerwonej. Łąkę Prudnicką bronił 434 i 339 Pułk Piechoty Wehrmachtu oraz liczne bataliony Volkssturmu. Niemcy bez powodzenia przeprowadzili cztery kontrataki na wieś poprzedzone zmasowanym ostrzałem artyleryjskim.
Od marca do maja 1945 powiat prudnicki znajdował się pod kontrolą radzieckiej komendantury wojskowej. 11 maja 1945 polska administracja przejęła władzę cywilną w powiecie prudnickim. Wówczas w Łące Prudnickiej została osiedlona część polskich repatriantów z Kresów Wschodnich – z Kamienopola koło Lwowa oraz z Chodaczkowa Wielkiego koło Tarnopola na terenie obecnej Ukrainy. Sołtysem wsi został Bolesław Kolber, zabity 19 maja 1945 przez dwóch mężczyzn. Niemieckojęzyczna ludność została wysiedlona na zachód 28 listopada 1945.
W latach 1945–1950 Łąka Prudnicka należała do województwa śląskiego, a od 1950 do województwa opolskiego. W latach 1945–1954 wieś należała do gminy Moszczanka, a w latach 1954–1972 do gromady Moszczanka. Podlegała urzędowi pocztowemu w Prudniku.

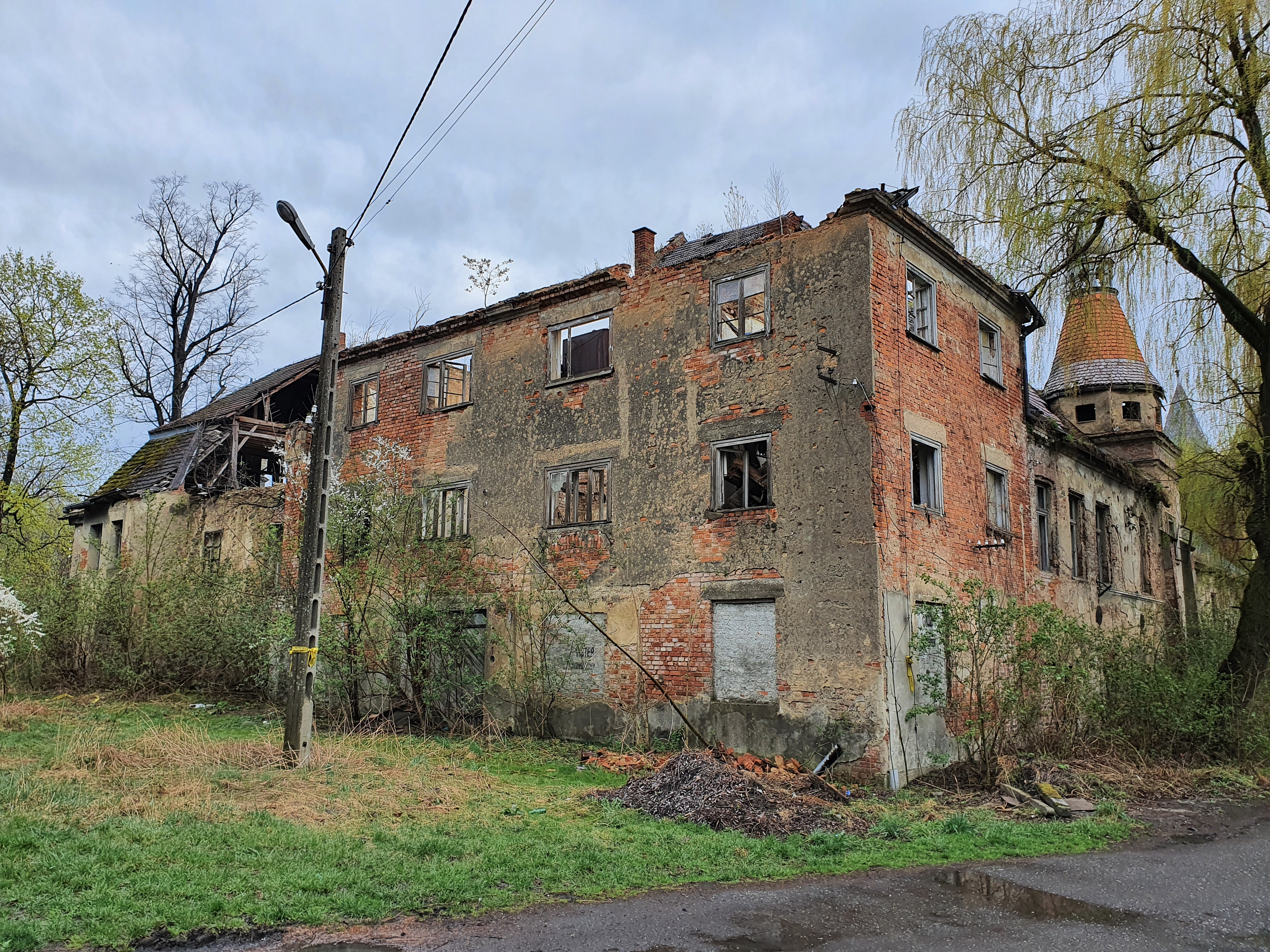
Ruiny zamku w Łące Prudnickiej

W 1947 we wsi powstało przedszkole. Znajdowało się w budynku, w którym następnie był Wiejski Dom Kultury. W 1985 przedszkole zostało przeniesione do placówki na ul. Głuchołaskiej 17. W 1960 rozpoczęto budowę kościoła Matki Boskiej Częstochowskiej, która została ukończona w 1964. Budowę kościoła w Łące Prudnickiej planowano już w 1939.
Po 1945 został rozebrany pomnik poświęcony ofiarom I wojny światowej. Z inicjatywy polskich mieszkańców wsi i potomków niemieckich mieszkańców przedwojennych, na wniosek burmistrza Franciszka Fejdycha, w 2009 pomnik został przywrócony na swoje dawne miejsce, odrestaurowany i odbudowany w dawnym kształcie, z wyjątkiem jego górnej części przedstawiającej Krzyż Żelazny i napis Unseren tapferen Helden! (pol. Chwała naszym bohaterom!), która została ustawiona za pomnikiem ze względu na brak zgody na pełną odbudowę. Odbudowie sprzeciwiali się lokalni przedstawiciele Prawa i Sprawiedliwości, według których renowacja pomnika była „sprzeczna z tradycją katolicką” i jednoznaczna z propagowaniem symboli faszystowskich.
Podczas powodzi w lipcu 1997 w Łące Prudnickiej powstało wielkie rozlewisko, utworzył się zator. Zawaliły się dwa domy. Ze wsi ewakuowane były 72 osoby. W 1999 Łąka Prudnicka przystąpiła do Programu Odnowy Wsi Opolskiej. W 2020 w Łące Prudnickiej, w miejscu dawnej restauracji Reinholda Heisiga, otwarto centrum społeczno-kulturalne. W budynku znalazł się Wiejski Dom Kultury, filia gminnej biblioteki publicznej, przedszkole, remiza ochotniczej straży pożarnej i sala gimnastyczna.
Uchwałą z 18 grudnia 2020 Rady Miejskiej Prudnika wyznaczono na terenie gmin Prudnik i Głuchołazy aglomerację Prudnik o równoważnej liczbie mieszkańców 30667 oraz zlokalizowaną na terenie miejscowości: Prudnik, Chocim, Dębowiec, Jarnołtówek, Łąka Prudnicka, Moszczanka, Niemysłowice, Pokrzywna z oczyszczalnią ścieków w Prudniku.
Podczas powodzi 15 września 2024 wieś została częściowo zalana. Woda podmyła podpory kładki przy kościele i zniszczyła jej początkowe fragmenty. Zniszczona została część ul. Jana Pawła II i fragment kładki kratownicowej. Powstały dziury przy kładce w pobliżu ruchomej szopki. Woda spływająca z pól uprawnych dokonała zniszczeń na terenie posesji.

### Przynależność państwowa i administracyjna
| Okres     |                                                                                | Państwo                      | Zwierzchnictwo               | Jednostka administracyjna                                                |
| --------- | ------------------------------------------------------------------------------ | ---------------------------- | ---------------------------- | ------------------------------------------------------------------------ |
| 1481–1521 |                                                                                | Księstwo opolskie            | Księstwo opolskie            |                                                                          |
| 1521–1532 |                                                                                | Księstwo opolsko-raciborskie | Księstwo opolsko-raciborskie | księstwo opolskie                                                        |
| 1532–1742 | Monarchia Habsburgów                                                           | Monarchia Habsburgów         | Święte Cesarstwo Rzymskie    | księstwo opolsko-raciborskie, powiat sądowy prudnicki                    |
| 1742–1806 |                                                                                | Królestwo Prus               | Święte Cesarstwo Rzymskie    | kamera wrocławska, departament wrocławski, powiat prudnicki              |
| 1806–1815 |                                                                                | Królestwo Prus               | Królestwo Prus               | kamera wrocławska, departament wrocławski, powiat prudnicki              |
| 1815–1871 | prowincja Śląsk, rejencja opolska, powiat prudnicki                            | Królestwo Prus               | Królestwo Prus               |                                                                          |
| 1871–1918 | Cesarstwo Niemieckie                                                           | Cesarstwo Niemieckie         | Cesarstwo Niemieckie         | Królestwo Prus, prowincja Śląsk, rejencja opolska, powiat prudnicki      |
| 1918–1919 |                                                                                | Republika Weimarska          | Republika Weimarska          | Wolne Państwo Prusy, prowincja Śląsk, rejencja opolska, powiat prudnicki |
| 1919–1933 | Wolne Państwo Prusy, prowincja Górny Śląsk, rejencja opolska, powiat prudnicki | Republika Weimarska          | Republika Weimarska          |                                                                          |
| 1933–1938 | Wolne Państwo Prusy, prowincja Górny Śląsk, rejencja opolska, powiat prudnicki | III Rzesza                   | III Rzesza                   | III Rzesza                                                               |
| 1938–1941 | Wolne Państwo Prusy, prowincja Śląsk, rejencja opolska, powiat prudnicki       | III Rzesza                   | III Rzesza                   | III Rzesza                                                               |
| 1941–1945 | Wolne Państwo Prusy, prowincja Górny Śląsk, rejencja opolska, powiat prudnicki | III Rzesza                   | III Rzesza                   | III Rzesza                                                               |
| 1945–1946 |                                                                                | Rzeczpospolita Polska        | Rzeczpospolita Polska        | Okręg I (Śląsk Opolski)                                                  |
| 1946–1950 | województwo śląskie, powiat prudnicki, gmina Moszczanka                        | Rzeczpospolita Polska        | Rzeczpospolita Polska        |                                                                          |
| 1950–1952 | województwo opolskie, powiat prudnicki, gmina Moszczanka                       | Rzeczpospolita Polska        | Rzeczpospolita Polska        |                                                                          |
| 1952–1954 | województwo opolskie, powiat prudnicki, gmina Moszczanka                       |                              | Polska Rzeczpospolita Ludowa | Polska Rzeczpospolita Ludowa                                             |
| 1954–1973 | województwo opolskie, powiat prudnicki, gromada Moszczanka                     |                              | Polska Rzeczpospolita Ludowa | Polska Rzeczpospolita Ludowa                                             |
| 1973–1975 | województwo opolskie, powiat prudnicki, gmina Prudnik                          |                              | Polska Rzeczpospolita Ludowa | Polska Rzeczpospolita Ludowa                                             |
| 1975–1989 | województwo opolskie, gmina Prudnik                                            |                              | Polska Rzeczpospolita Ludowa | Polska Rzeczpospolita Ludowa                                             |
| 1989–1998 | województwo opolskie, gmina Prudnik                                            | Polska                       | Rzeczpospolita Polska        | Rzeczpospolita Polska                                                    |
| od 1999   | województwo opolskie, powiat prudnicki, gmina Prudnik                          | Polska                       | Rzeczpospolita Polska        | Rzeczpospolita Polska                                                    |

## Mieszkańcy

Nieoficjalny herb wsi Łąka Prudnicka

Miejscowość zamieszkiwana jest przez ludność napływową, przybyłą na Śląsk z Kresów Wschodnich po 1945 w wyniku przymusowych przesiedleń ludności polskiej oraz z centralnej Polski (teren późniejszych województw krakowskiego i nowosądeckiego).
Według Narodowego Spisu Powszechnego w 2011 Łąka Prudnicka liczyła 1269 mieszkańców, co czyni ją największą wsią gminy Prudnik.

### Liczba mieszkańców wsi
- 1871 – 1721[60]
- 1885 – 2025[61]
- 1900 – 2085[62]
- 1905 – 2321[63]
- 1933 – 2226[64]
- 1939 – 2105[64]
- 1940 – 2121[65]
- 1966 – 1305[66]
- 1998 – 1229[7]
- 2002 – 1317[7]
- 2009 – 1265[7]
- 2011 – 1269[67]
- 2013 – 1292[68]
- 2019 – 1292[1]

## Zabytki
Do wojewódzkiego rejestru zabytków wpisane są:
- kaplica przydrożna, z XIX w., wypisana z księgi rejestru
- zespół zamkowy, z XVI w., z poł. XIX w.:
  - zamek w Łące Prudnickiej pochodzi z XV w., został przebudowany w XVI w. oraz w latach 1615–1617 w stylu renesansu. Od XVI w. do 1825 w rękach rodu Mettich jako centrum ich dóbr. Przebudowa neogotycka w latach 1875–1883 (Wieża zamkowa). Od paru lat popadający w ruinę. Ostatnim niemieckim właścicielem zamku był urodzony w Łące Prudnickiej generał piechoty Dietrich von Choltitz. W 2006 roku zamek został zlicytowany przez komornika.
  - park.

Zgodnie z gminną ewidencją zabytków w Łące Prudnickiej chronione są ponadto:
- zespół zamkowy
  - ruina baszty
  - mur ogrodzeniowy

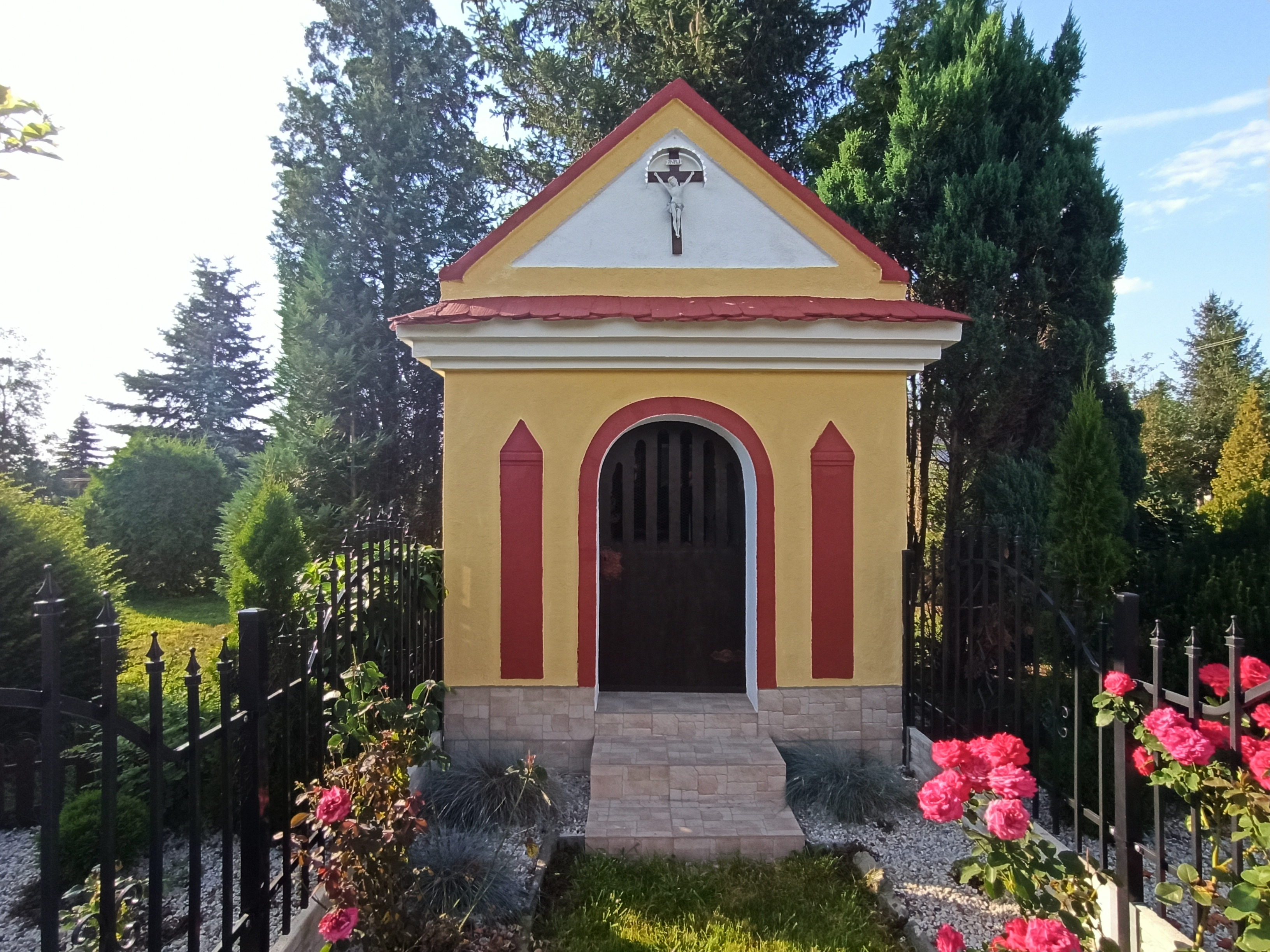
Kaplica przydrożna
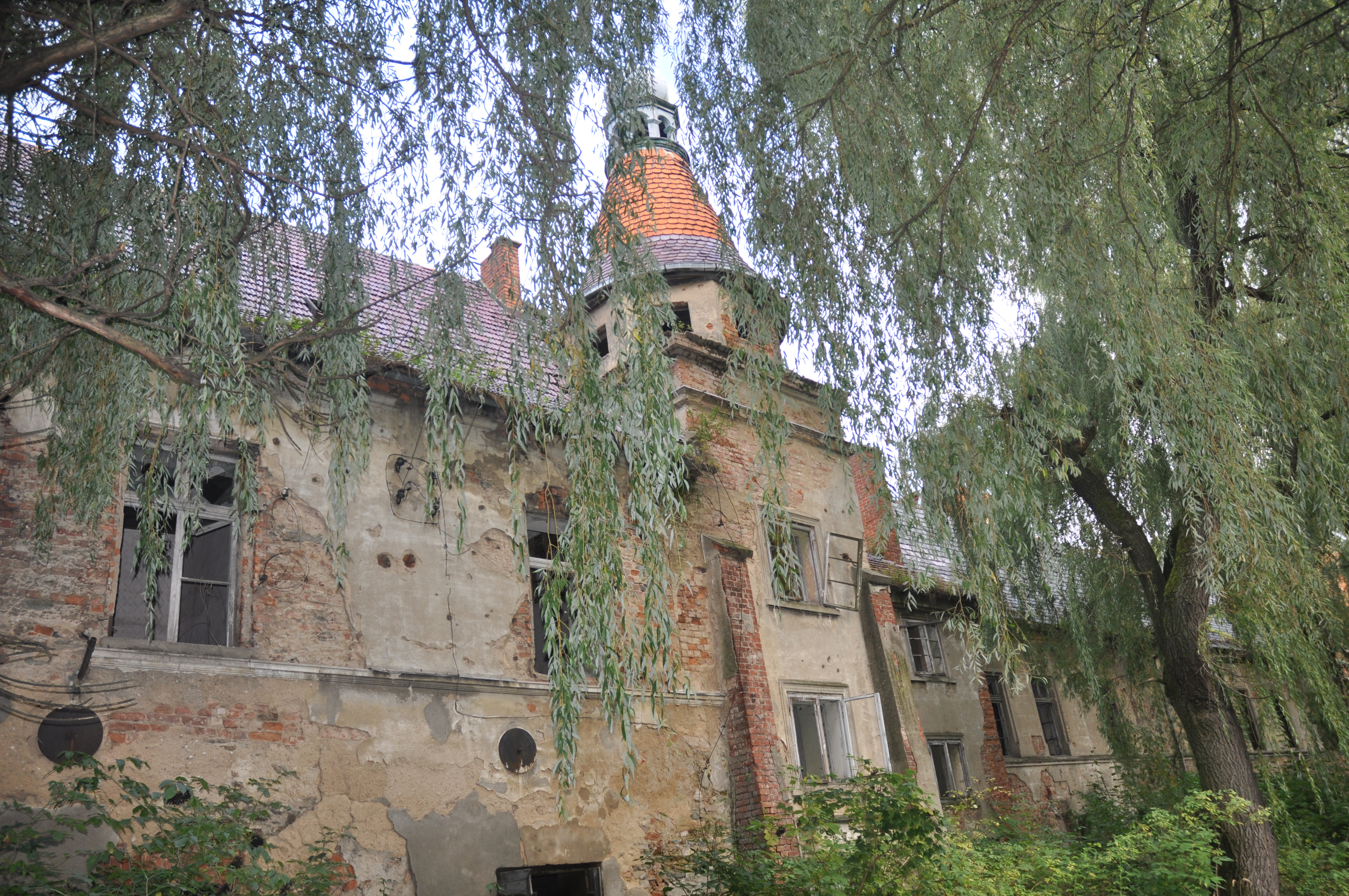
Ruiny zamku
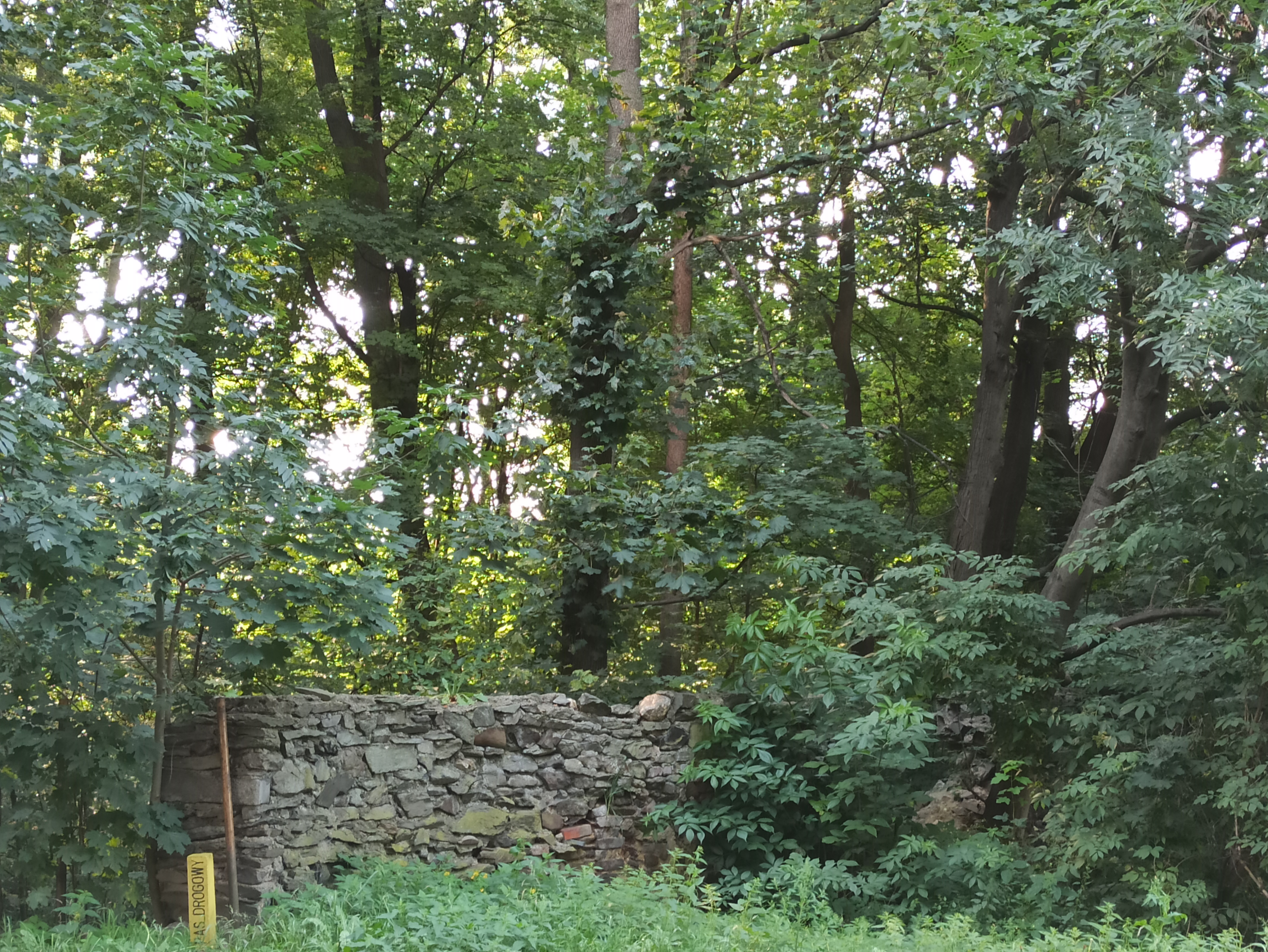
Park

## Pomniki i obiekty upamiętniające
- Pomnik poległych w I wojnie światowej – pomnik w Łące Prudnickiej powstały w 1929 jako upamiętnienie mieszkańców wsi, którzy polegli w I wojnie światowej. Powalony w 1945, częściowo odbudowany w 2009[71].
- Pomnik Jana Nepomucena – pomnik przed zamkiem w Łące Prudnickiej, wzniesiony w 1712 lub 1735 przez rodzinę Mettichów jako jeden z pierwszych na Śląsku pomników Jana Nepomucena[21][72].

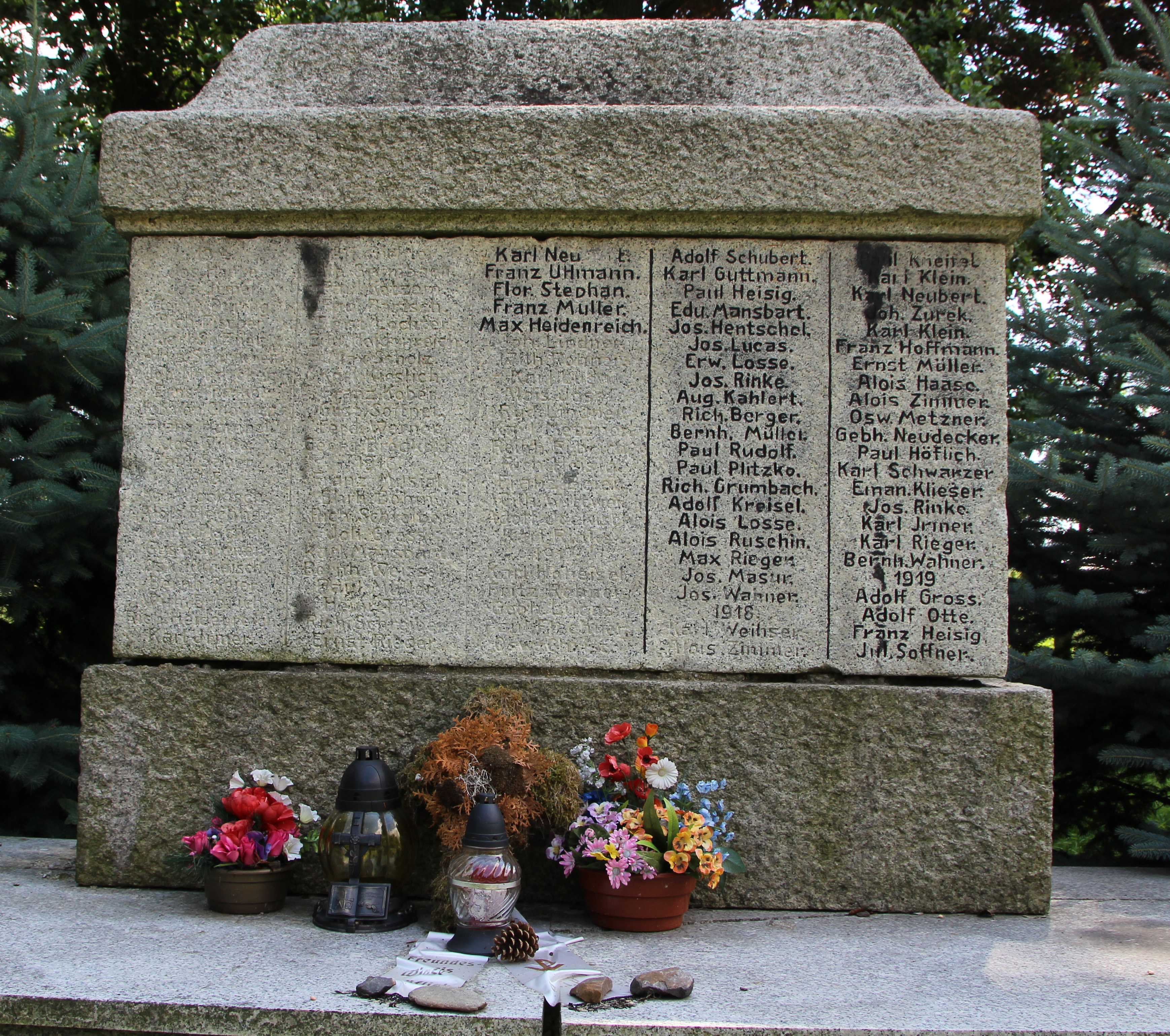
Pomnik poległych w I wojnie światowej
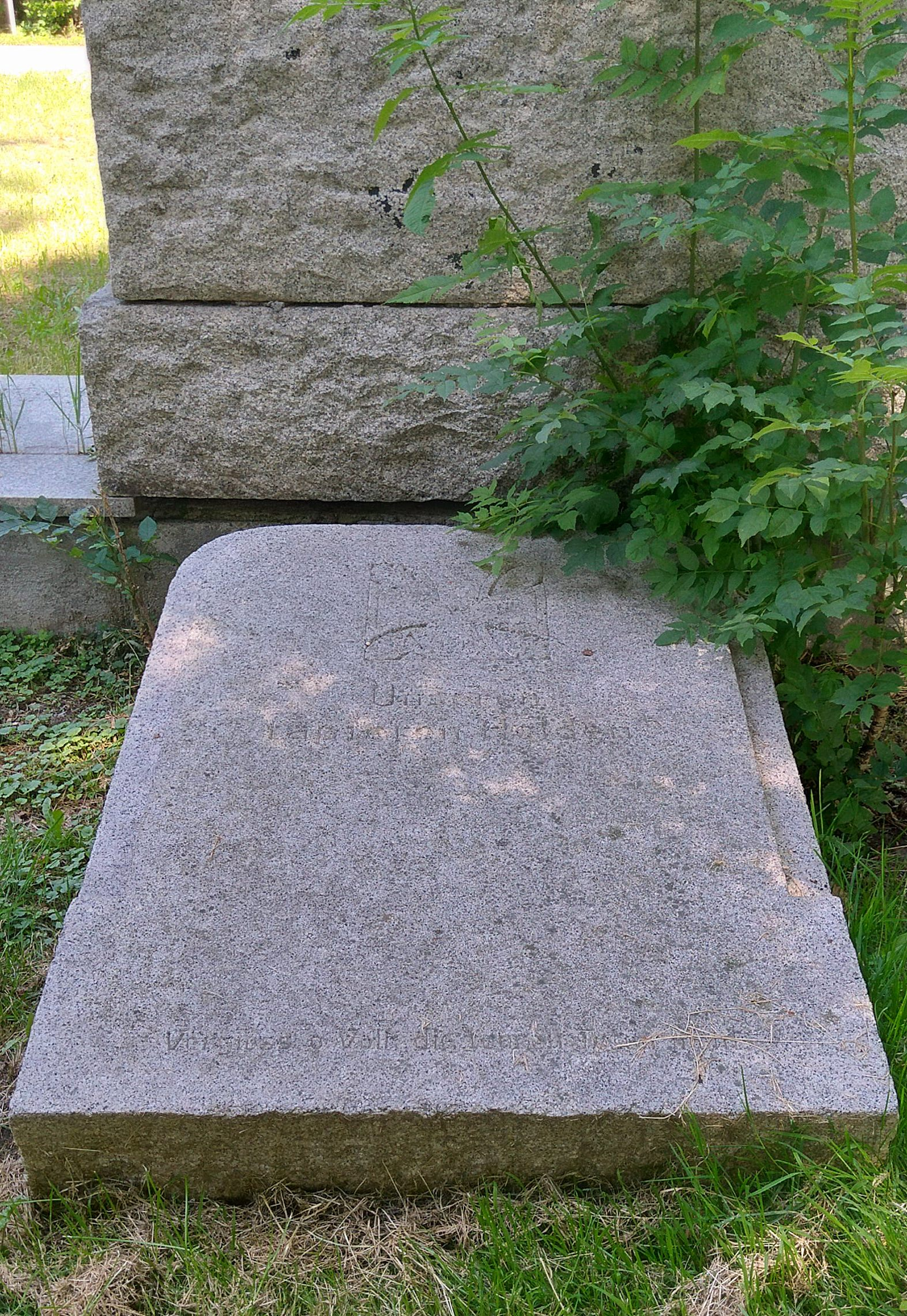
Pomnik poległych w I wojnie światowej
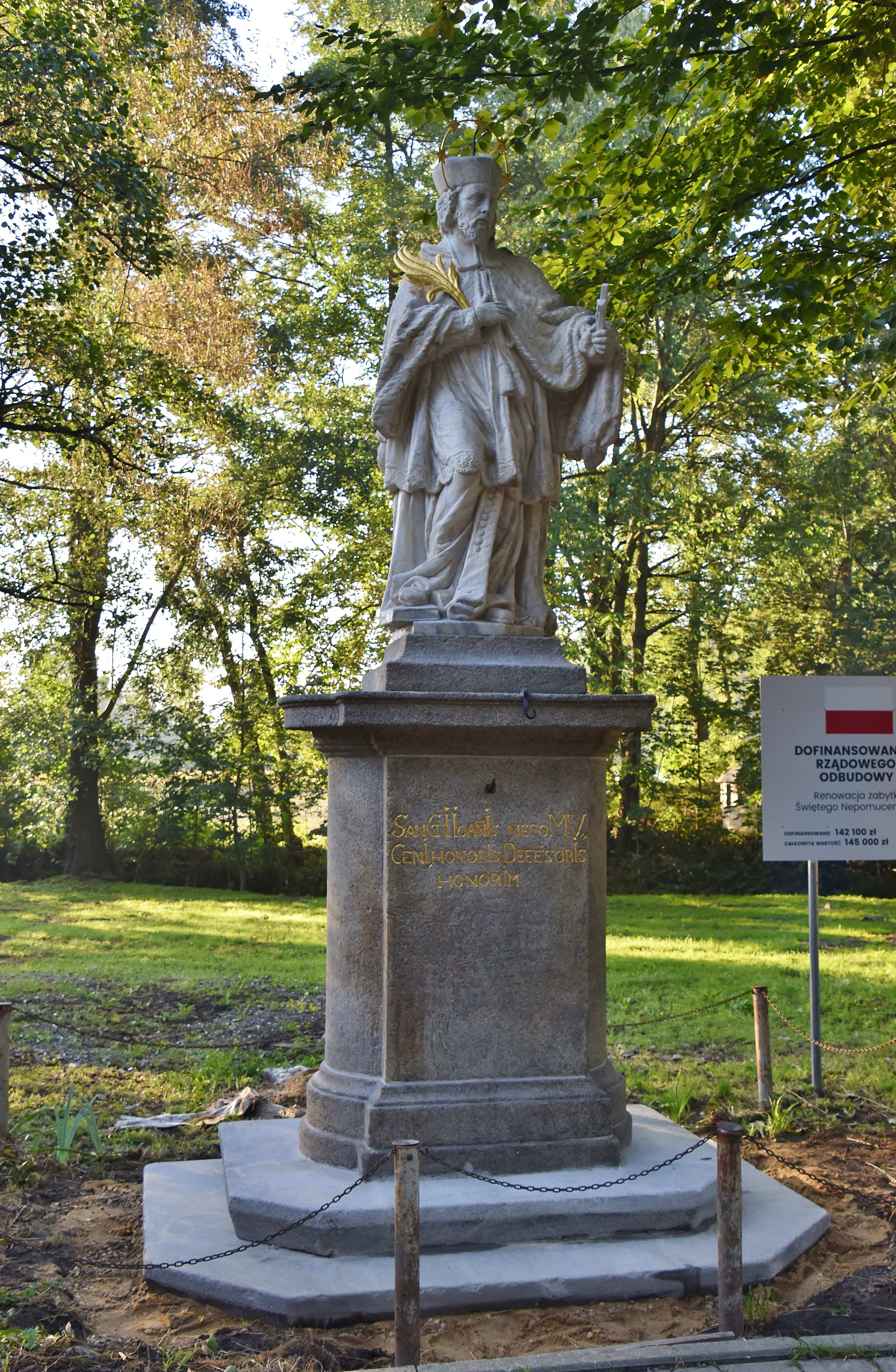
Pomnik Jana Nepomucena

## Gospodarka

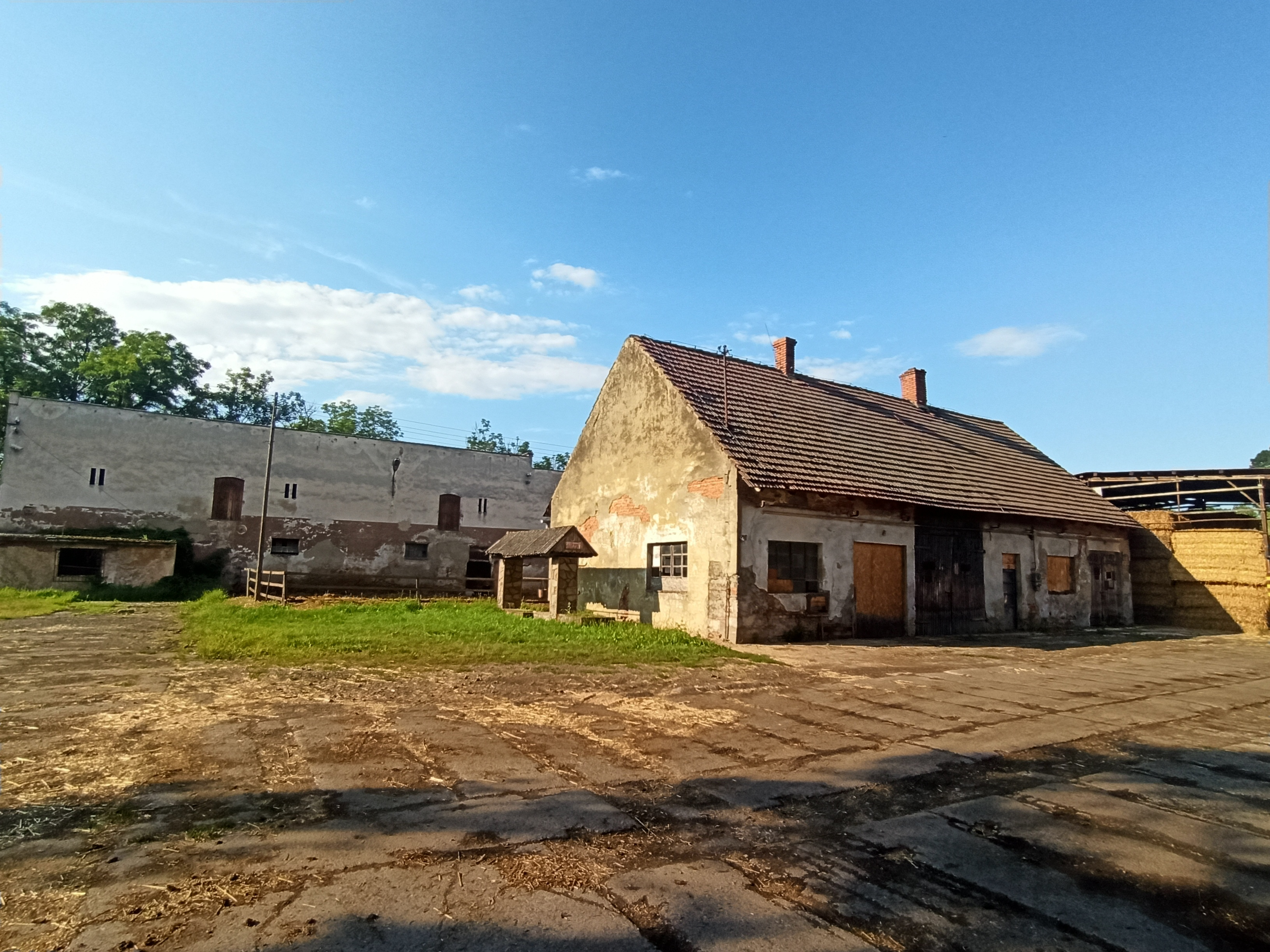
Budynki gospodarcze dawnego folwarku

Budynki dawnego folwarku w Łące Prudnickiej przejęła Stadnina Koni Prudnik. W 1949 rozpoczęto tu hodowlę koni, przeniesionych z Janowa Podlaskiego i Prószkowa. W Łące Prudnickiej siedzibę ma firma Zakład Tapetowo-Malarski Lenart Mieczysław, zrzeszona w Cechu Rzemieślników i Przedsiębiorców w Prudniku.
Łąka Prudnicka wraz z całą gminą Prudnik podlega pod inspektorat ZUS w Prudniku.

## Transport

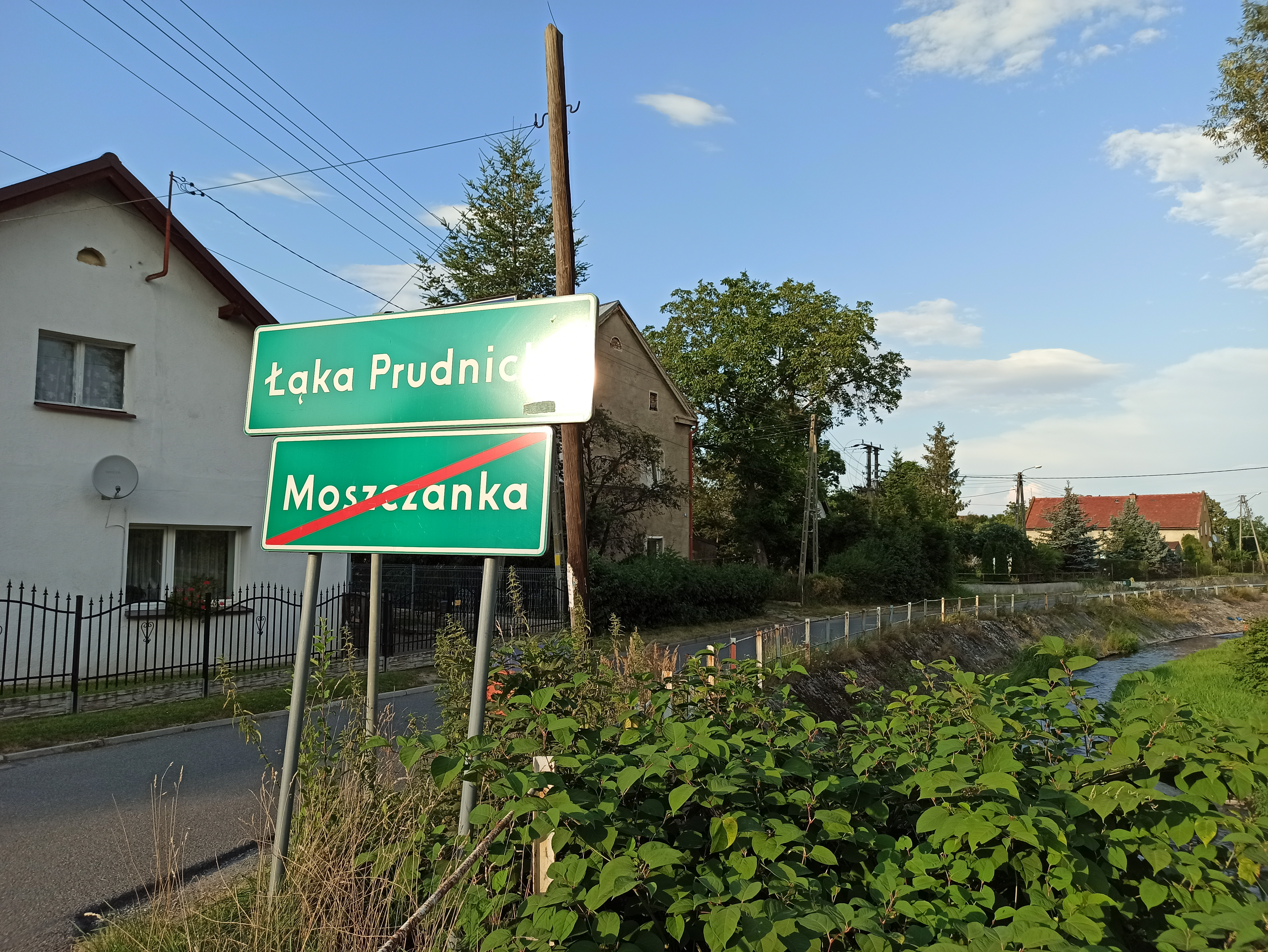
Wjazd do Łąki Prudnickiej od strony Moszczanki

### Transport drogowy
Przez Łąkę Prudnicką przebiega droga krajowa
- Głuchołazy – Prudnik – Kędzierzyn-Koźle – Pyskowice

W zarządzie Wydziału Drogownictwa Starostwa Powiatowego w Prudniku znajdują się drogi powiatowe: nr 1617O relacji Łąka Prudnicka – Moszczanka – Starowice oraz nr 1618O relacji Łąka Prudnicka – Moszczanka – Pokrzywna.

### Transport autobusowy
Łąka Prudnicka posiadają połączenia autobusowe z Głuchołazami, Kędzierzynem-Koźlem, Nysą, Opolem, Prudnikiem, Wrocławiem. We wsi znajdują się cztery przystanki autobusowe – „Łąka Prudnicka I”, „Łąka Prudnicka II”, „Skrz. 1”, „Skrz. 2”.
Transport autobusowy w Łące Prudnickiej obsługiwany był przez PKS Prudnik. W 2004 prudnicki PKS został sprywatyzowany z udziałem Connex Polska. W 2008, w wyniku połączenia spółek PKS Connex Prudnik i PKS Connex Kędzierzyn-Koźle, utworzona została spółka Veolia Transport Opolszczyzna, w 2013 przejęta przez Arriva Bus Transport Polska. W 2019 Arriva wycofała się z Prudnika. Wówczas organizacją przewozów pasażerskich w Łące Prudnickiej i okolicy zajęły się ościenne PKS-y. W grudniu 2021 powołano Powiatowo-Gminny Związek Transportu „Pogranicze”, mający na celu poprawę jakości transportu.

## Oświata

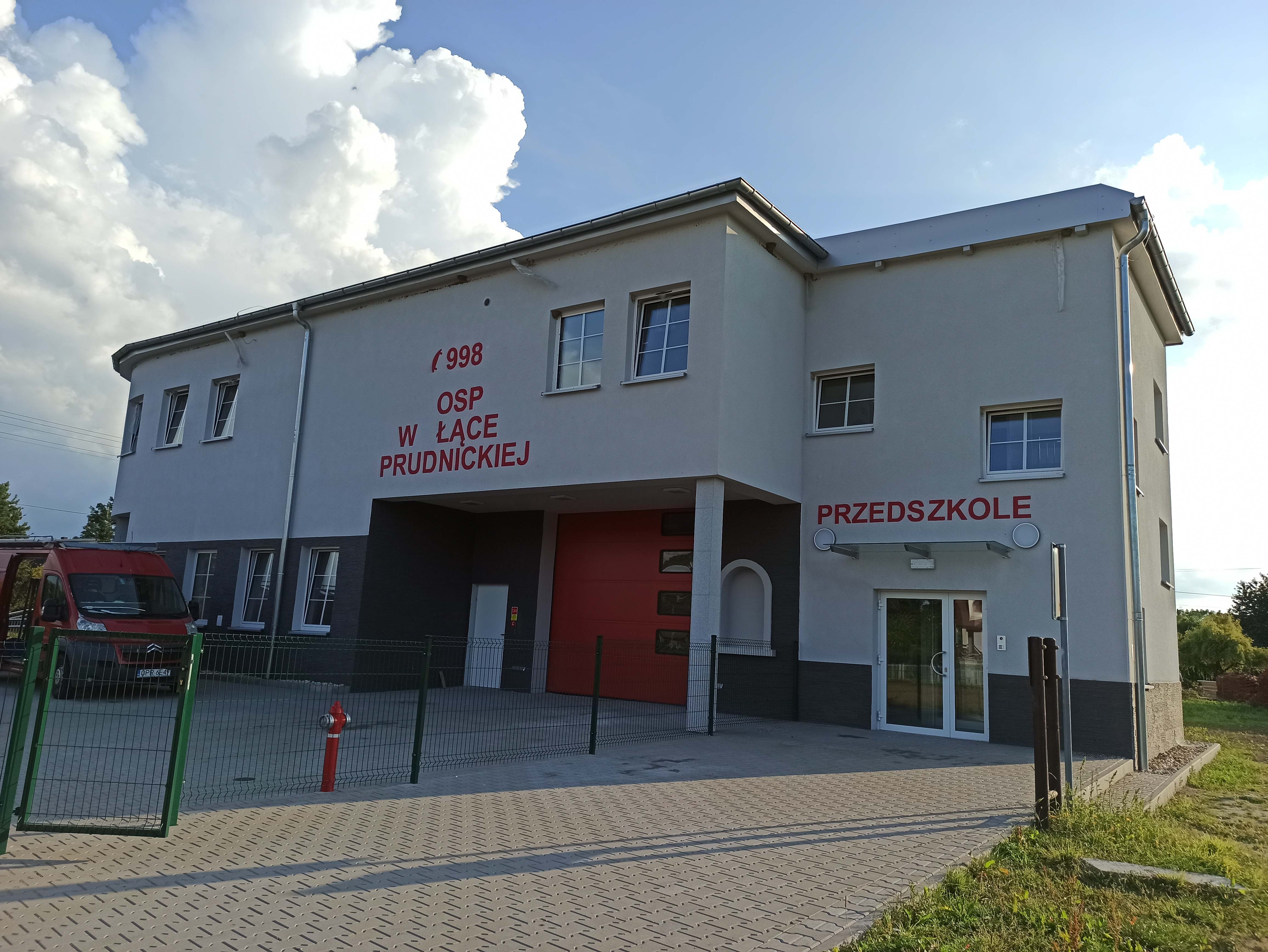
Publiczne Przedszkole i remiza OSP Łąka Prudnicka

W Łące Prudnickiej przy ul. Głuchołaskiej 13 znajduje się Szkoła Podstawowa Stowarzyszenia „Złoty Potok”, a przy ul. Głuchołaskiej 17 Publiczne Przedszkole „Pod Kasztanem”. W 2018 powstało przedszkole przy ul. Nad Złotym Potokiem 52. W tym samym budynku znajduje się remiza OSP Łąka Prudnicka, dom kultury i hala sportowa.

## Kultura
We wsi działa Wiejski Dom Kultury, będący placówką kulturalno-oświatową. WDK jest organizatorem zajęć plastycznych, rytmicznych i retoryki. Podlega pod Prudnicki Ośrodek Kultury. Dom kultury znajduje się przy ul. Nad Złotym Potokiem 52. W marcu 2024 w Łące Prudnickiej otwarta została Regionalna Izba Pamięci im. Jana Trybuły.

## Religia

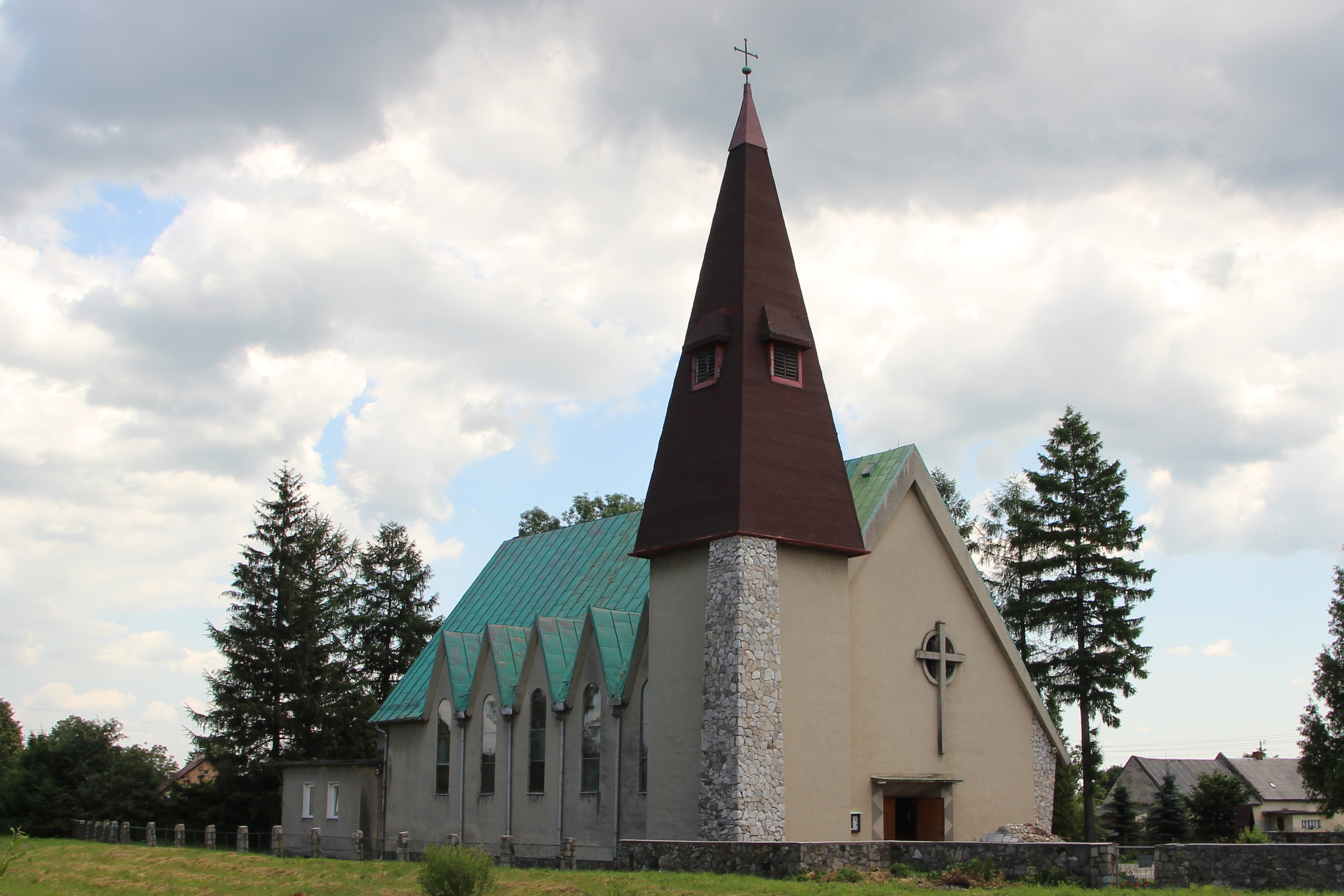
Kościół Matki Boskiej Częstochowskiej

W Łące Prudnickiej znajduje się katolicki kościół Matki Boskiej Częstochowskiej, który jest siedzibą parafii Matki Boskiej Częstochowskiej (dekanat Prudnik).

## Sport

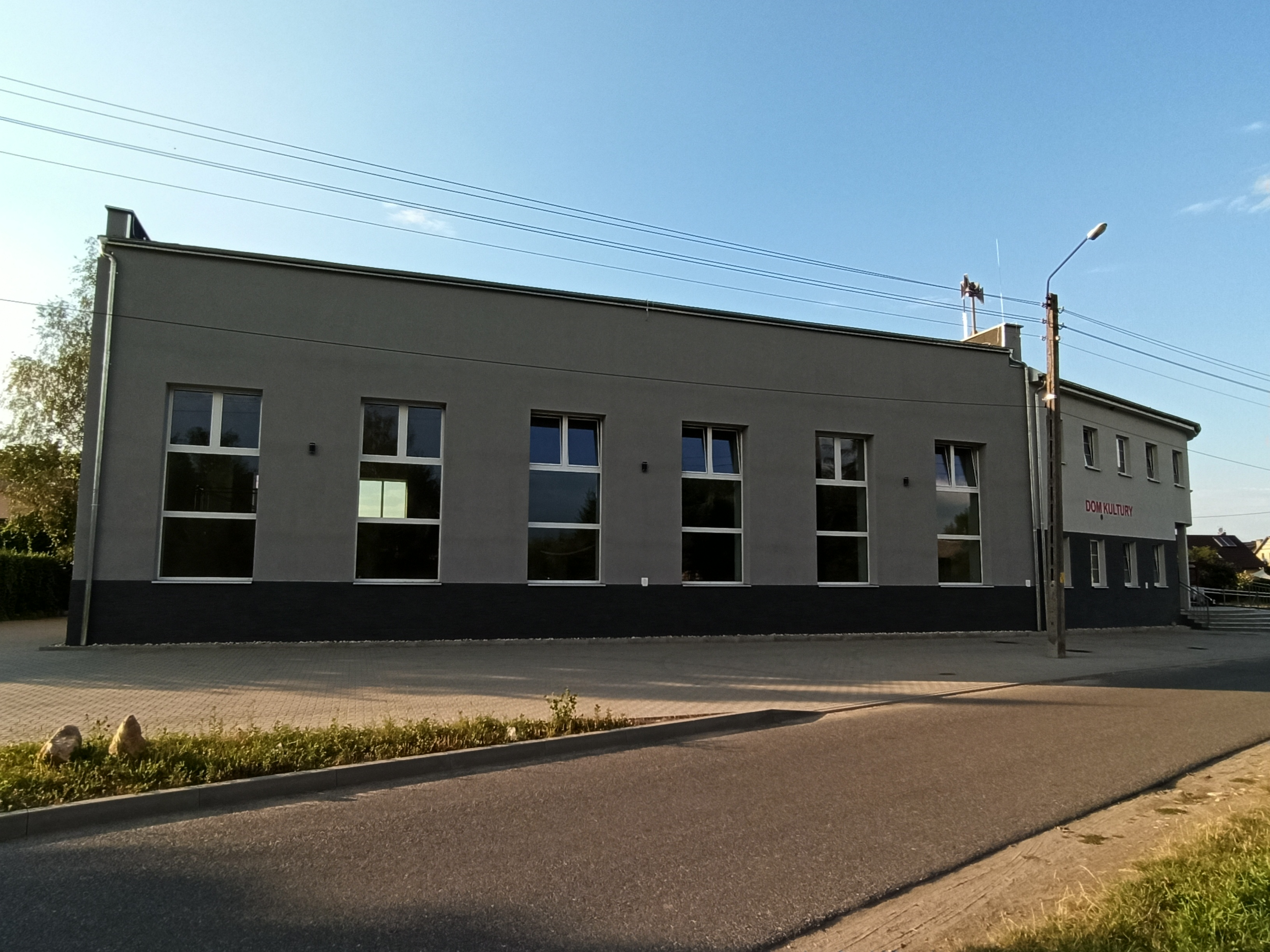
Hala sportowa i dom kultury

Przy ul. Nad Złotym Potokiem 52 znajduje się hala sportowa.
W Łące Prudnickiej działa klub piłkarski LZS Łąka Prudnicka. W swojej historii występował najwyżej w klasie A. W 2005, z okazji 60. rocznicy istnienia Podokręgu Związku Piłki Nożnej w Prudniku, klub otrzymał pamiątkowy puchar. W 1955 z inicjatywy Andrzeja Trybuły i Horsta Treimera powstała sekcja kolarska LZS Łąka Prudnicka. Do klubu należeli m.in. Erwin Chmiel i Franciszek Surmiński, który reprezentując klub zdobył mistrzostwo Polski w 1961 w jeździe drużynowej na 100 km i brązowy medal w 1960. Sekcję kolarską przekazano do LKS Zarzewie Prudnik 4 czerwca 1964 i zakończyła działalność.
11 lipca 2012 przez Łąkę Prudnicką przebiegała trasa wyścigu Tour de Pologne.

## Turystyka
Atrakcją turystyczną wsi jest ruchoma szopka bożonarodzeniowa, zbudowana przez Jana Trybułę w 1947. Obecnie znajduje się w specjalnym budynku przy ul. Nad Złotym Potokiem 88.
W Łące Prudnickiej znajduje się ośrodek rekreacyjno-biznesowy „Biała Akacja Resort & Business”. We wsi funkcjonują dwa gospodarstwa agroturystyczne: „Złoty Potok" i „Końskie Zacisze”.
Oddział PTTK „Sudetów Wschodnich” w Prudniku ustanowił turystyczną Odznakę Krajoznawczą Ziemi Prudnickiej, którą zdobywa się poprzez zwiedzenie odpowiedniej liczby obiektów w miejscowościach położonych na ziemi prudnickiej, w tym w Łące Prudnickiej.
15 lipca 2010, w ramach organizowanego w Prudniku VI Europejskiego Tygodnia Turystyki Rowerowej, w którym wzięli udział rowerzyści z całej Europy, przez Łąkę Prudnicką prowadziła trasa „Szlakiem błogosławionej Marii Luizy Merkert”.

### Szlaki turystyczne
Przez Łąkę Prudnicką prowadzi szlak turystyczny:
- Prudnik – Wieszczyna – Trzebina (19,5 km): Prudnik (stacja kolejowa) – Łąka Prudnicka – Trupina – Wieszczyna – Trzebina

### Szlaki rowerowe
Przez Łąkę Prudnicką prowadzą szlaki rowerowe:
- Wokół Lasu Prudnickiego – Pętla I (20 km): Prudnik – Łąka Prudnicka – Moszczanka – Wieszczyna – Dębowiec – Prudnik
- Prudnik – Pokrzywna (10 km): Prudnik – Łąka Prudnicka – Moszczanka – Pokrzywna
- Łąka Prudnicka – Niemysłowice (6 km)

## Bezpieczeństwo
W zakresie ochrony przeciwpożarowej oraz innych miejscowych zagrożeń w Łące Prudnickiej działa jednostka Ochotniczej Straży Pożarnej, zrzeszona w Związku Ochotniczych Straży Pożarnych RP w Prudniku. Jednostka OSP została założona w marcu 2010.
Miejscowość jest pod opieką dzielnicowego rejonu służbowego nr 7 Komendy Powiatowej Policji w Prudniku.
Teren wsi, jak i całej gminy Prudnik, położony jest w strefie nadgranicznej w związku z czym Straż Graniczna dysponuje, na tym obszarze, specjalnymi kompetencjami w zakresie bezpieczeństwa. Gminę Prudnik obejmuje zasięgiem służbowym placówka Straży Granicznej w Opolu ze Śląskiego Oddziału SG.

## Ludzie związani z Łąką Prudnicką
- Hermann von Choltitz (1868–1945) – starosta powiatu prudnickiego, urodzony w Łące Prudnickiej
- Joseph Schweter (1874–1954) – ksiądz katolicki, historyk Kościoła na Śląsku, urodzony w Łące Prudnickiej
- Dietrich von Choltitz (1894–1966) – generał piechoty, wojenny gubernator Paryża w czasie II wojny światowej, urodzony w Łące Prudnickiej
- Dariusz Madera (ur. 1975) – menedżer i urzędnik państwowy, wicewojewoda opolski, zamieszkały w Łące Prudnickiej